# Castello di Montfleury

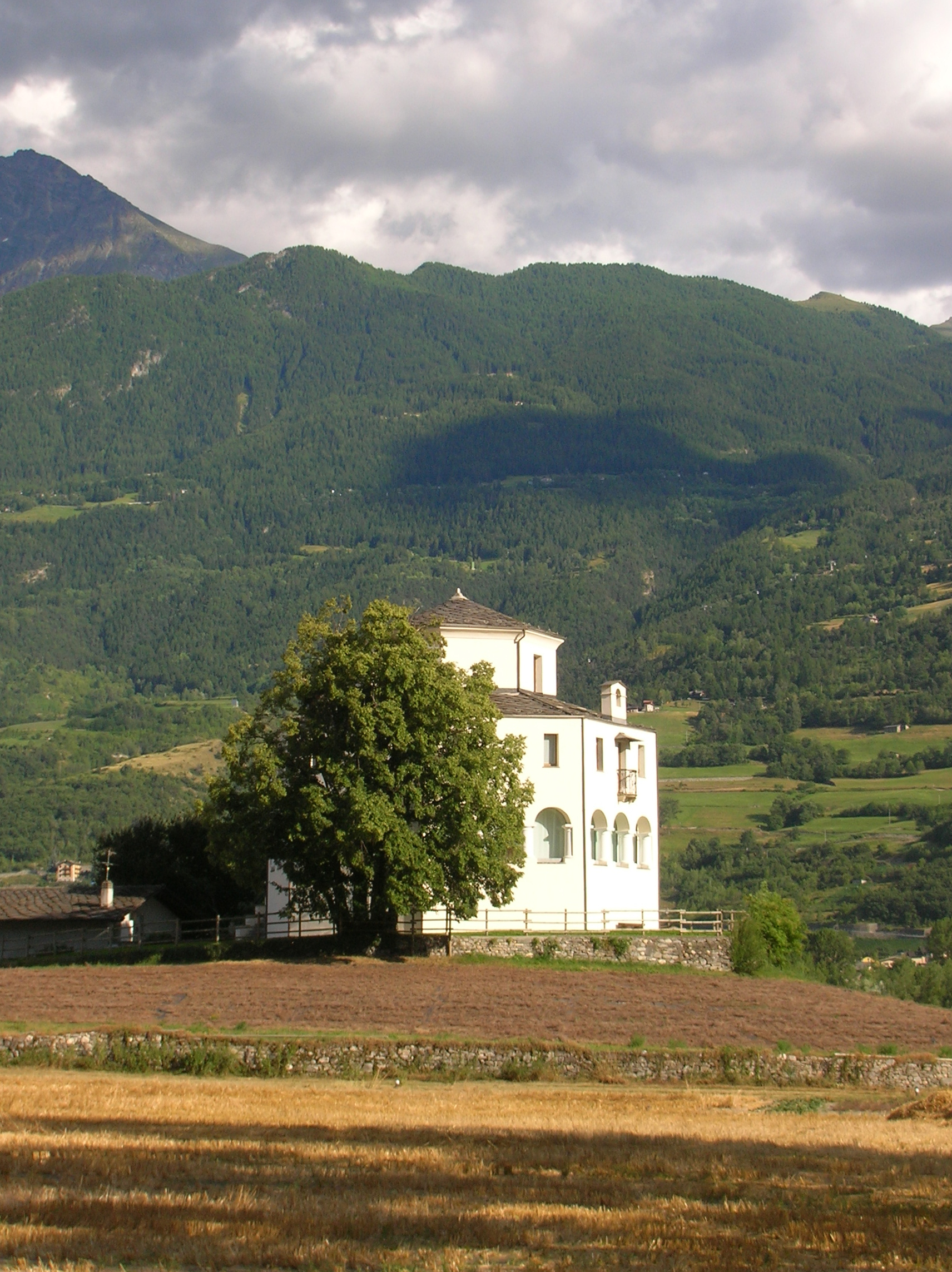
Burg Montfleury

Das Castello di Montfleury ist ein Sommerschlösschen an der Stadtgrenze von Aosta, das nur aus Tradition fälschlicherweise als „Burg“ oder „Schloss“ bezeichnet wird.
Dieses Landhaus hat eine wechselvolle Geschichte: Vermutlich wurde es als Kultstätte eines Bauernhofes gebaut, der einem Konvent gehörte, wurde aber nach einigen Umbauten in ein Sommerschlösschen umgewandelt und es fanden dort Jahrzehnte lang mondäne und galante Veranstaltungen statt, darunter die von Xavier de Maistre; schließlich wurde es, nachdem es durch einige Hände gegangen war, in religiöses Eigentum umgewandelt. Es ist heute wieder in privater Hand und nicht öffentlich zugänglich. Es gehört zur regionalen Landwirtschaftsschule, dem Institut Agricole Régional und ist von Experimentierfeldern dieser Einrichtung umgeben; seit 2004 ist dort der regionale Kommunikationsausschuss (CoReCom) des Aostatals untergebracht.

## Lage

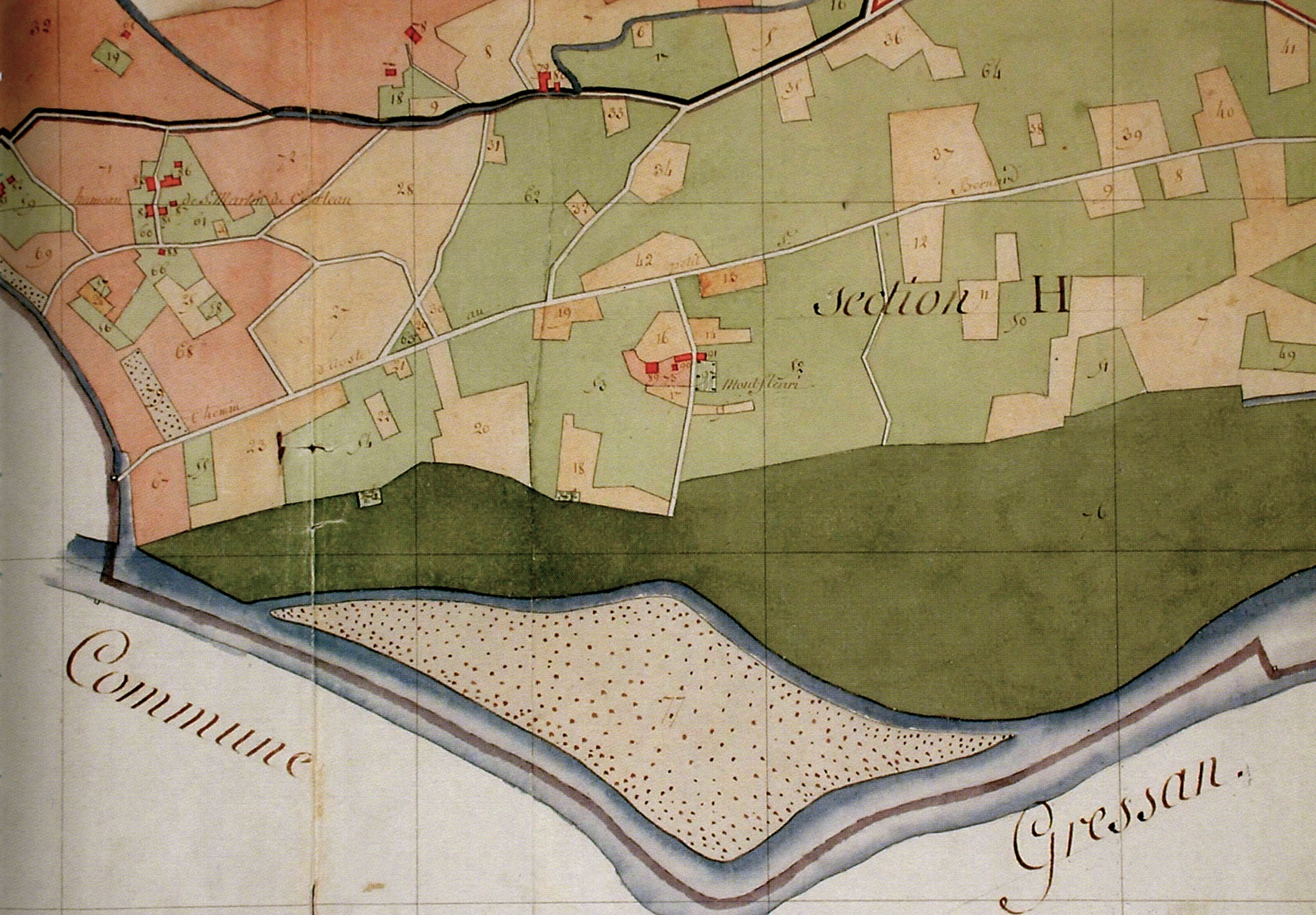
Detail der Landkarte des französischen Katasteramtes von 1804

Das Landhaus erhielt seinen Namen nach dem gleichnamigen Ortsteil von Aosta, Teil der weitläufigsten Region von Saint-Martin-de-Corléans und wird offiziell als solches im Kataster des Königreichs Sardinien von Aosta im Jahre 1768 genannt, aber taucht auch in älteren Schriftstücken auf: Es ist ein Montfleury in der Freiheitsurkunde des Aostatals (frz. Charte des franchises) von 1191 als Teil der mittelalterlichen Untersiedlung von Saint-Genis dokumentiert. Das Gebäude liegt am westlichen Stadtrand zwischen den kultivierten Feldern und den fruchtbaren Wiesen der Schwemmebene der Dora Baltea, ist aber gegenüber dieser leicht erhöht, sodass es auf einem schönen, grasbewachsenen Hügel namens Tertre de Mont fleuri liegt, der laut Joseph-Auguste Duc, übernommen von abbé Joseph-Marie Henry, aus Trümmern der Überflutung von Gressan im 11. Jahrhundert besteht. Laut dem Geschichtswissenschaftler Jean-Baptiste de Tillier ist das Gebiet von Saint-Martin-de-Corléans, und somit auch Montfleury, frei von irgendwelchen echten Burgen und festen Häusern und wurde daher nie als besonders wertvoll angesehen, es sei denn, wegen der Fruchtbarkeit seiner Böden.

## Geschichte
Es gibt keine genauen Angaben über den Bau der Burg Montfleury. Wegen der Lückenhaftigkeit der Dokumente aus der entsprechenden Zeit kamen viele Hypothesen über seine Funktion auf, die oft Datierungsungenauigkeiten beinhalten, die nicht leicht zu entwirren und zu widerlegen sind.

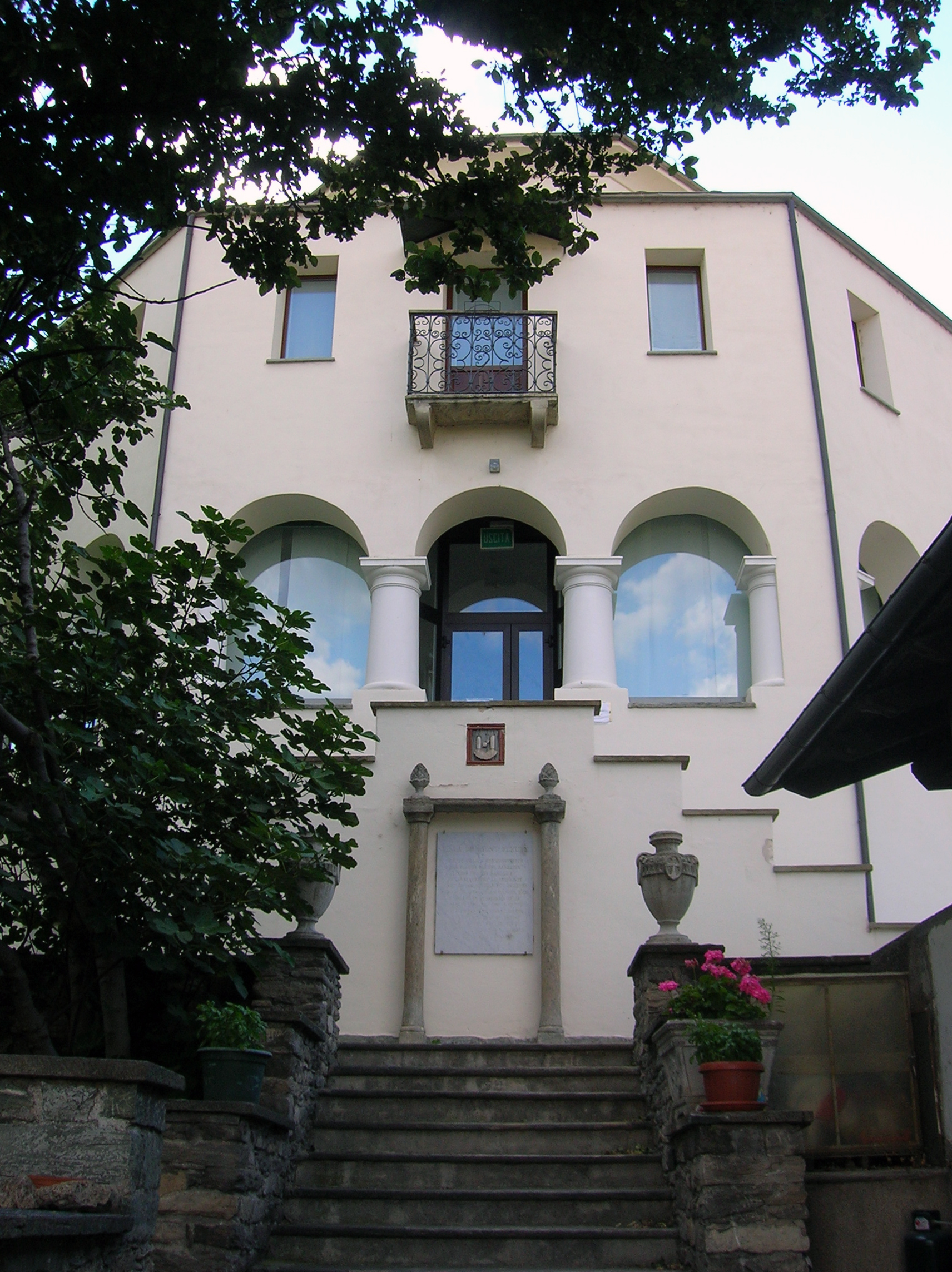
Eingangsfassade: Man bemerke die Veränderungen aus den 1950er-Jahren, darunter die eingesetzte Steintafel mit der Liste der Eigentümer

Um dies zu beweisen, führt eine Steintafel auf:

VILLA DE MONT FLEURY
CETTE VILLA A ÉTÉ CONSTRUITE
PAR CLAUDE MICHEL BARILLIER
VERS 1780. LES BARILLIER
EN CONSERVÈRENT LA PROPRIÉTÉ
JUSQ’EN 1833 OÙ ELLE FUT ACHETÉE
PAR LE DR. MEDÉCIN EMMANUEL BICH
ET RESTE EN POSSESSION DE SA
FAMILLE JUSQ’EN 1887. A CETTE
DATE LA FAMILLE PERROD PIERRE
ALEXIS PERCEPTEUR EN DEVINT
PROPRIÉTAIRE JUSQ’EN 1950 OÙ
ELLE FUT ACQUISE PAR LA MAISON
DU GRAND SAINT BERNARD.

 (dt.: Landhaus von Mont Fleury. Dieses Landhaus wurde gebaut von Claude Michel Barillier um 1780. Die Barilliers behielten das Anwesen bis 1833; dann wurde es von Dr. med. Emmanuel Bich gekauft und blieb in Besitz seiner Familie bis 1887. Zu dieser Zeit wurde die Familie Perrod Pierre Alexis Präzeptor Eigentümer bis 1950, als es vom Haus des Grossen St. Bernhard gekauft wurde.)

Diese Daten sind, obwohl sie am Eingang des Landhauses eingemeißelt sind, nicht immer zuverlässig: Jüngere Untersuchungen, wie die der Architektin des Polytechnikums Turin, Chiara Devoti, während der letzten Restaurierung, führen zu einer interpretativen, stilistischen und historischen Hypothese, die gelegentlich im Gegensatz zu klassischen Quellen der Geschichtsschreibung und der Architektur des Aostatals steht.

### Die Ursprünge: Das 17. Jahrhundert und die erste Hälfte des 18. Jahrhunderts
Zwischen dem 17. und 18. Jahrhundert wechselten in der Region um Montfleury kleine Parzellen mit Gemüsegärten, Weinbergen oder Feldern häufig den Besitzer aufgrund von Zusammenlegungen von Bauernhöfen und Grundstücken. Vermutlich in dieser unsicheren Zeit wurde ein Bauernhof an dieser Stelle erbaut, aber die damaligen Quellen verwechseln häufig das Gebiet von Montfleury  mit dem des benachbarten Champferré, was es schwierig macht, die in diesen Dokumenten erwähnten Anwesen und Bauernhöfe genau am Tertre de Mont fleuri zu verorten. Bei Lin Colliard heißt das frühere Montfleury auch „Cartaz“.

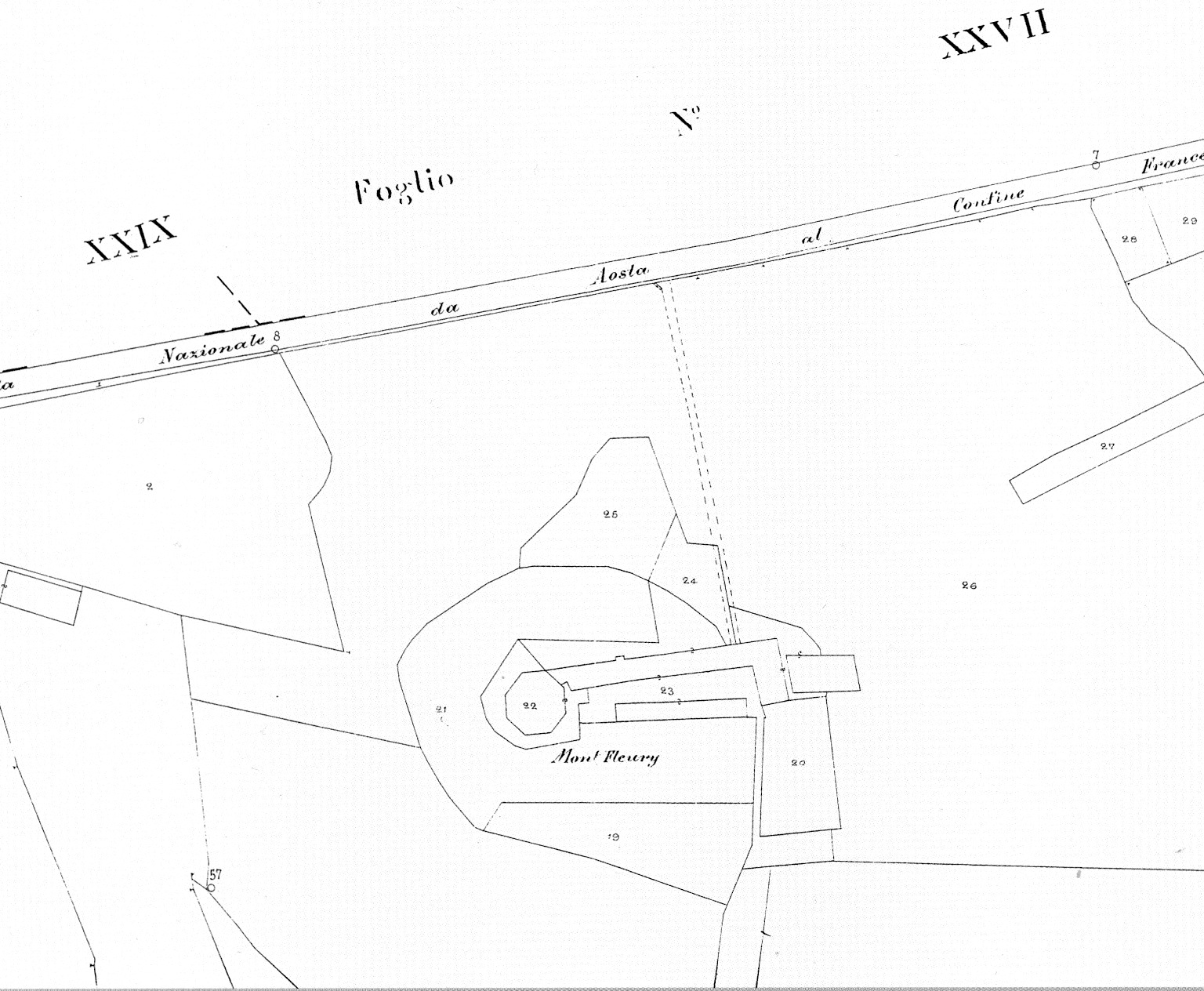
Katasterkarte von 1890

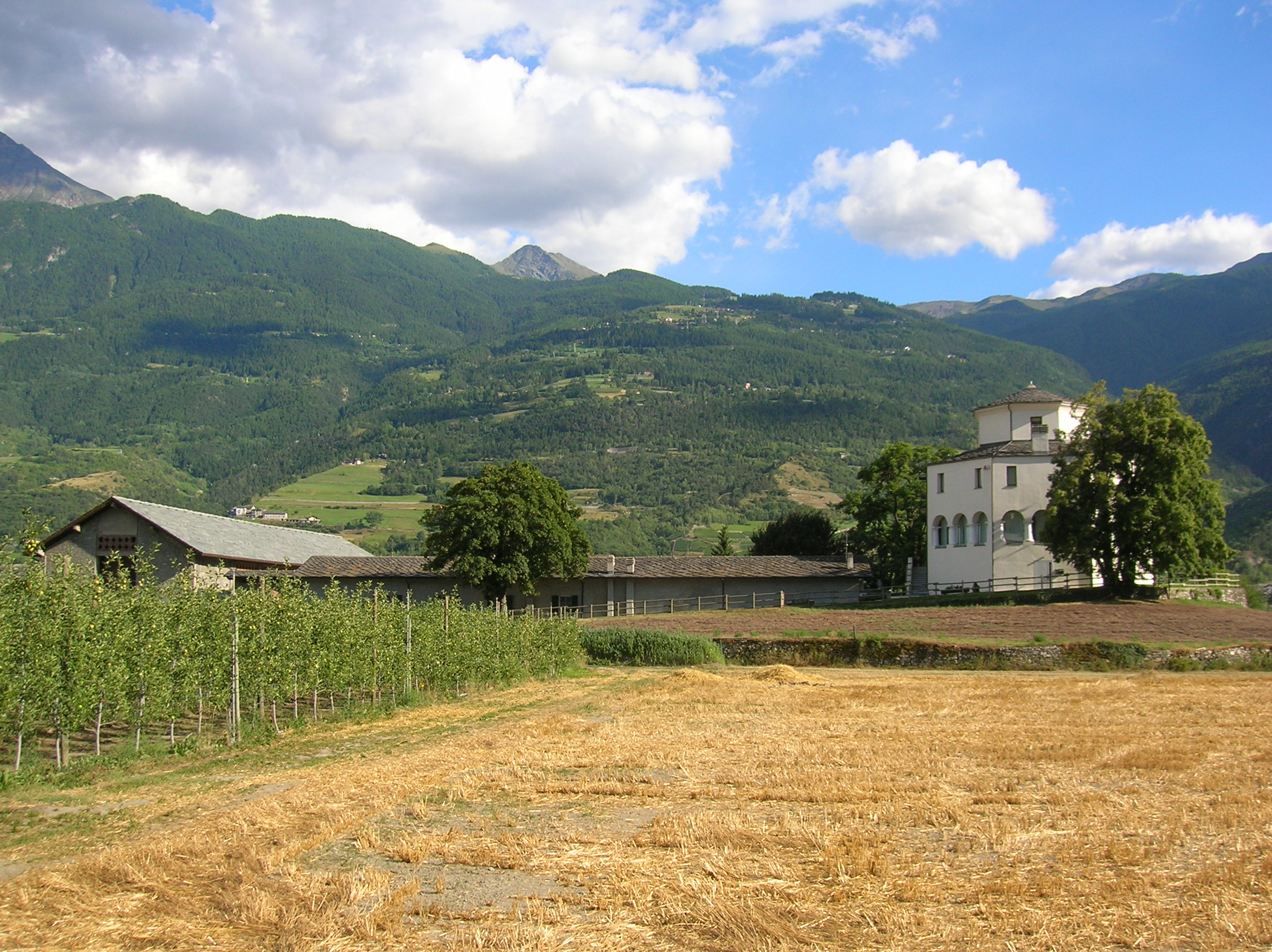
Das Landhaus stand und steht immer noch in einer landwirtschaftlich genutzten Gegend. Foto von 2012.

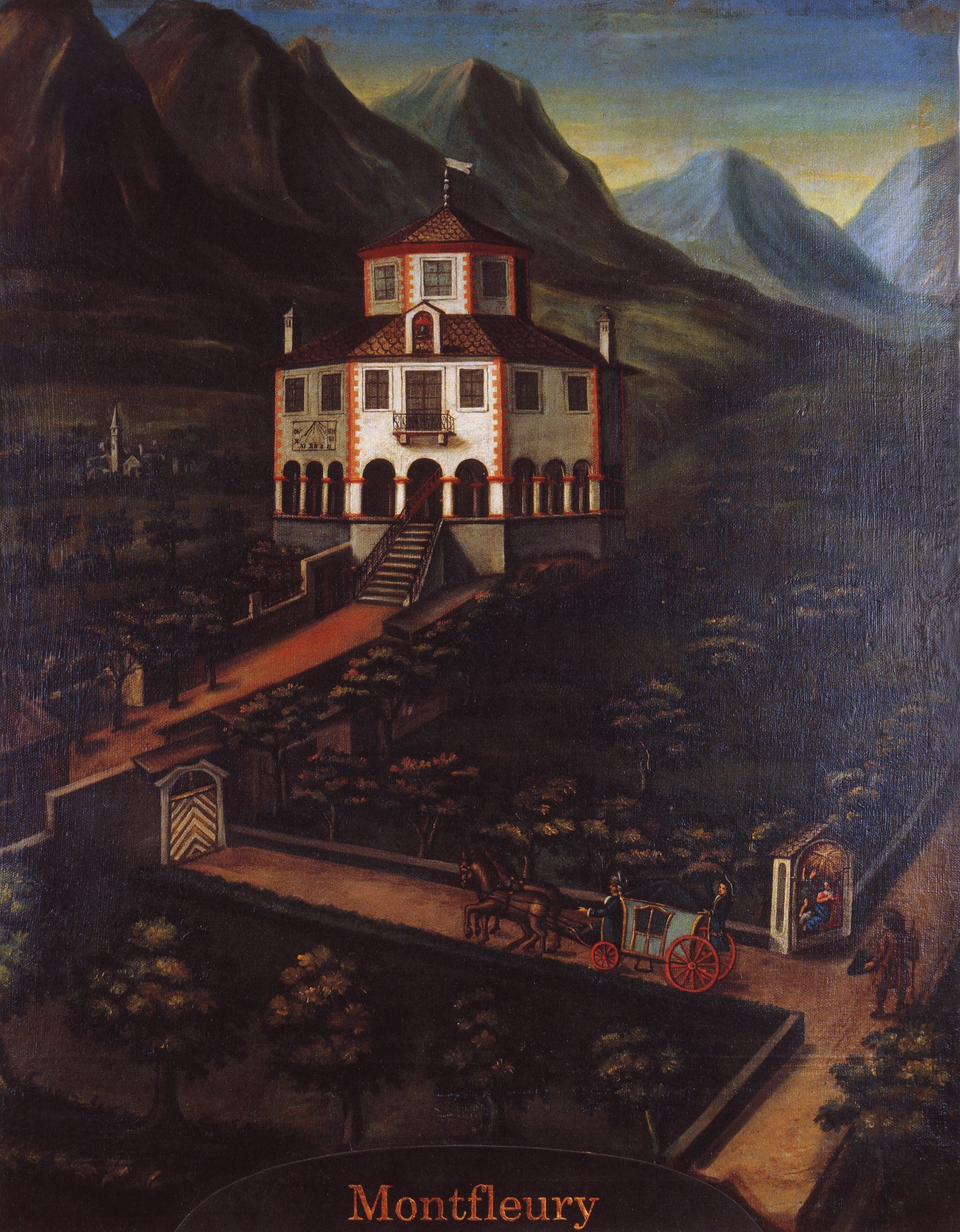
Gemälde eines unbekannten Künstlers vom Ende des 18. Jahrhunderts, das die Burg Montfleury zeigt. Es sind schon die vom Eigentümer Brillier veranlassten Umbauten zu erkennen.

Im 17. Jahrhundert gehörte die Gegend laut einiger Quellen der Adelsfamilie Vallaise, die 1696 das Eigentum an dem Gelände, das als Montfleury identifiziert wurde (aber nicht das Gebäude, das heute „Schloss“ heißt) Anderen übergab und später, zu einem nicht bekannten Zeitpunkt, an den Konvent der Schwestern des Ordens von der Heimsuchung Mariens oder ohne Vermittler an sie weitergab. Offizielle Dokumente zur Unterstützung dieser Hypothese fehlen noch (obwohl architektonische Untersuchungen bestätigt sind), aber es gibt einige Zeugnisse, unter denen die Aufzeichnungen des Kanonikers Dominique Noussan (1847–1933) hervorstechen:

„(...) [die Burg Montfleury] gehört dem [Orden der] Heimsuchung Mariens, ebenso wie das Haus von Signayes (...)“

Dies wird bestätigt von Monseigneur Duc:

„Nicht weit vom Dorf Saint-Martin-de-Corléans erhebt sich auf einem Damm mitten in fruchtbarem Grasland ein achteckiges Gebäude, das durch seine besondere Form auffällt. Es ist Montfleuri. Einst gehörte es dem Orden der Heimsuchung Mariens und bildete einen ihrer Bauernhöfe.“

Dieser Hypothese zufolge gab der Orden das Anwesen schließlich an die Adligen Barillier.
Nach anderen Quellen kaufte das Anwesen ein gewisser André-Joseph Millet von den Vallaises, aber dessen Sohn, der Anwalt Grat-Joseph Millet, verkaufte es 1731 weiter an die Propstei des Grossen St. Bernhard. 1754 wies die „Spaltungsbulle“ von Papst Benedikt XIV. die Besitzungen des Aostatals dem Ritterorden der hl. Mauritius und Lazarus zu, womit er faktisch die Propstei des Großen Sankt Bernhard enteignete. 1745 verkaufte derselbe Grat-Joseph Millet den landwirtschaftlichen Erlös (den „Zusatzwert“) dieses Geländes an den Kanoniker Pierre-François Bizel; ein vom Anwesen getrennter Verkauf war damals keine Seltenheit.
Worüber sich die Quellen einig sind, ist, dass die Barilliers am 9. Juli 1746 einen Bauernhof in der Nähe des Anwesens Montfleury von den Perrone di San Martinos kauften, und zwar für denselben Bizel: Laut Sandra Barbieri war dies vielleicht das Eigentum an die Burg Montfleury, während Chiara Devoto es ausschließt, dass dies bereits der Kauf von Montfleury und das Landhaus durch die Barilliers sein kann. Für Bruno Orlandoni stellt dieses Datum jedenfalls einem Termin „post quem“ dar, wenn nicht gar eine zuverlässige Zertifizierung ohne eine komplette Dokumentation.

### Die zweite Hälfte des 18. Jahrhunderts
Einige Quellen, wie Lin Colliard und Bruno Orlandoni, terminieren den Bau des Landhauses gleich nach diesem Kaufakt durch die Barilliers und datieren ihn damit auf das Ende des 18. Jahrhunderts. Die Barilliers ließen in der zweiten Hälfte des 18. Jahrhunderts auch das einzige Beispiel eines Wohnhauses im Rokokostil in Aosta, das Maison Barillier in der Croix-de-ville-Strasse bauen. Die Datierung des Baus des Maison Barillier ist unsicher, aber dessen Klärung würde auch die Klärung der Datierung des Landhauses von Montfleury erlauben.

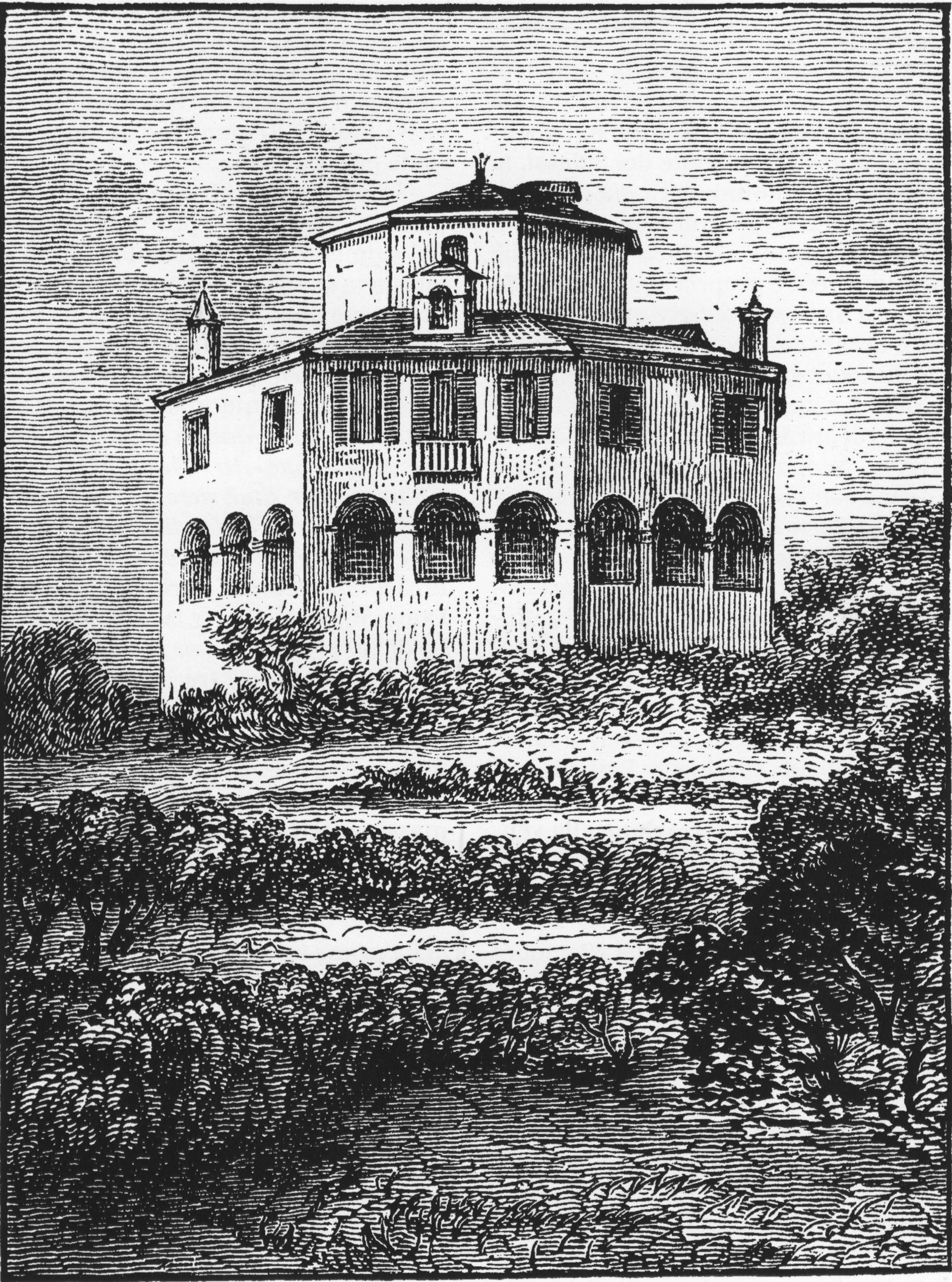
Gravierung in Holz eines unbekannten Künstlers um die Mitte des 19. Jahrhunderts

Wenn man dieser Hypothese folgt, die das Jahr 1746 für den Kauf der Parzelle, auf dem das Landhaus erbaut wurde, ausschließt, so nimmt Chiara Devoti an, dass die Barilliers im Übrigen in den Folgejahren zum Kauf des Bauernhofes kamen, der dann in ein Landhaus in der Gegend von Montfleury umgewandelt wurde: Tatsächlich bestätigt das Kataster von Aosta bereits die Existenz eine „Château“ in Montfleury und im Gebiet von Champferré eines „Mas“ (dt.: Ansammlung von ländlichen Wohnhäusern) – vielleicht der im Dokument von 1746 erwähnte Bauernhof – und schreibt Claude-Michel Barillier den Besitz der Parzelle in Montfleury zu, von denen einige für Devoto (vermutlich vom Orden der von der Heimsuchung Mariens, wenn auch die Akte fehlen,) zwischen 1746 und 1748 gekauft worden seien:

„1768 stellte sich das «Scheunengut von Montfleury», wie folgt, zusammengesetzt dar: «drei Wohnhäuser und eine Burg, Hof und Platz, Garten, Wiese, Feld, Sumpf und Weinberg», insgesamt 10877 «toises»“

Was sicher ist, ist, dass das Gebäude in der zweiten Hälfte des 18. Jahrhunderts erbaut wurde. Die Architekturwissenschaftler des Aostatales sind sich darüber hinaus über die Tatsache ziemlich einig, dass diese Schönheit über einem bereits bestehenden Gebäude entstanden sein könnte; für einige wäre der Einfluss der bestehenden Struktur auf die besonderen architektonischen Entscheidungen des Landhauses denkbar, für andere wären die Beweise für einen Neubau zu dünn.
Nach jüngeren und bestätigten Hypothesen war, wie ausgeführt, das Gebäude vor allen Dingen Teil eines Bauernhofes, der dem Konvent der Schwestern des Ordens von der Heimsuchung Mariens (auch Visitandinerinnen genannt) gehörte, die laut dem Kataster von Aosta von 1768 auch Eigentümer anderer Anwesen in einem Gebiet, das an das der Barilliers angrenzte, waren, vermutlich der Kapelle des nämlichen Bauernhofes. Die Visitandinerinnen gaben demnach das Landhaus an die Adelsfamilie Barillier ab: Es ging in die Hände von Emmanuel Bichs Schwiegervater, des Kaufmanns Claude-Michel Barillier aus dem Aostatal über, (vielleicht 1760 oder auch zwischen 1746 und 1768) der die Struktur verfeinern wollte, um es in eine Sommerresidenz für seine Reisen außerhalb der Stadt umzuwandeln, wobei der die malerische Lage auf dem Weg nach Frankreich und den weiten Raum für einen großen Ballsaal schätzte.
Die Vorstadtvilla wurde im 18. Jahrhundert bekannt als Szenerie für die galanten Versammlungen von Xavier de Maistre und Marie-Delphine Petey, der Witwe von Jean-Joseph Barillier und Eigentümerin des schönen Landhauses, vom Schriftsteller in seinem Roman Voyage autour de ma chambre von 1794 und anderen Werken unter dem Pseudonym „Elisa“ porträtiert.

### 19. Jahrhundert

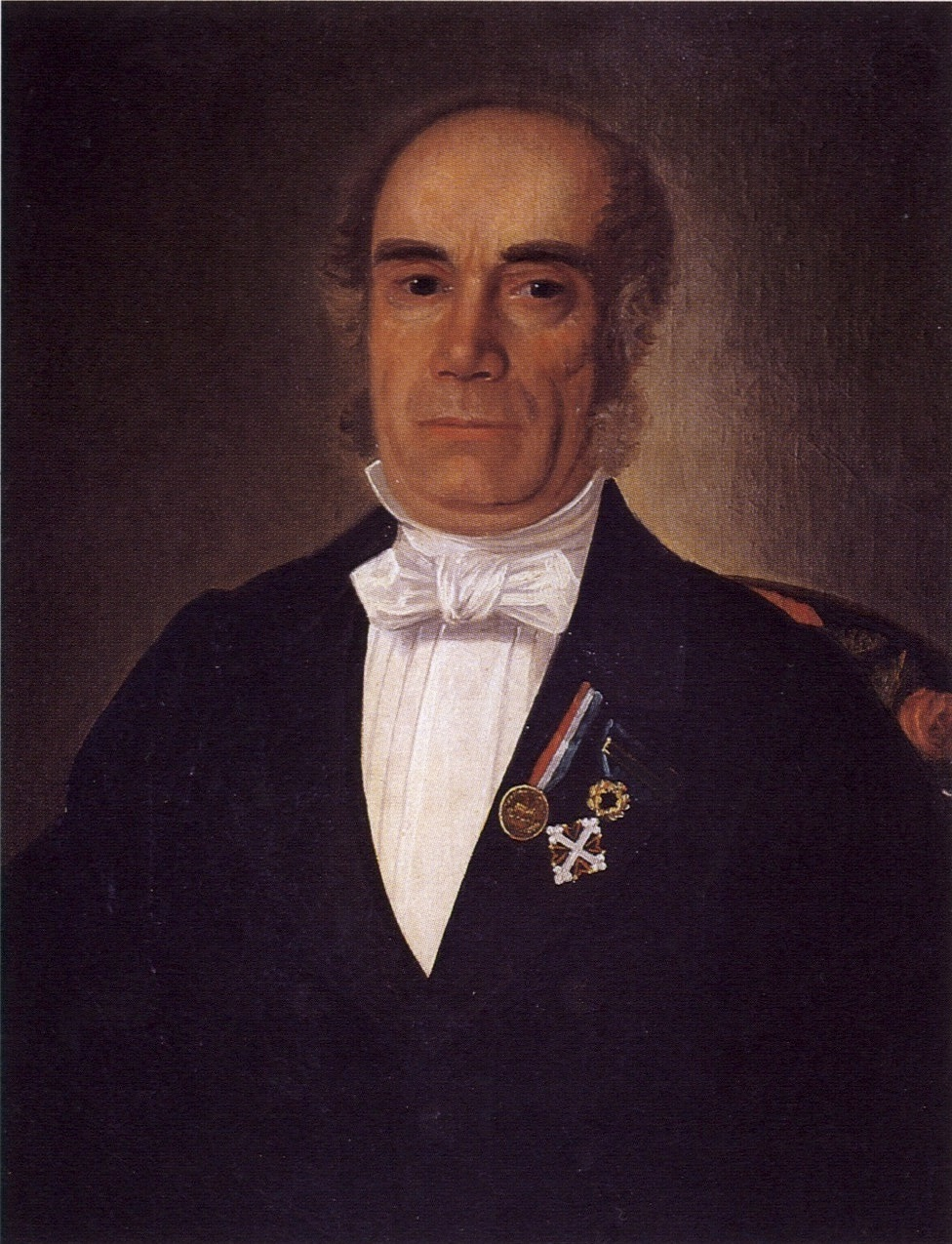
Gemälde eines unbekannten Künstlers von Baron Emmanuel Bich (1800–1866), der am 10. Dezember 1827 Josephine-Aspasie Bich Barillier (1807–1864) aus der Familie Barillier heiratete und Schlusserbe der Adelsfamilie De Tillier aus dem Aostatal war

Anfang des 19. Jahrhunderts kaufte der Baron Emmanuel Bich (1800–1866) die Burg Montfleury, laut André Zanotto war dies 1833. Zwischen den 1870er- und 1880er-Jahren (1877, 1880 oder 1887 nach unterschiedlichen Quellen) wechselte es in das Eigentum der Adelsfamilie Perrod aus dem Aostatal.
Für eine gewisse Zeit – die genauen Daten kennt man nicht – war in der Burg Montfleury laut Überlieferung auch die Freimaurerloge von Aosta untergebracht, wie Lin Colliard berichtet.

### Vom 20. Jahrhundert bis heute
1913 gehörte das Landhaus Henry Perrod. Die Perrods behielten die Burg Montfleury bis 1950. Von da ab waren die Eigentümer der Hospitaliterorden des Grossen St. Bernhard, der es gekauft hatte, um dort die Landwirtschaftsschule einzurichten.

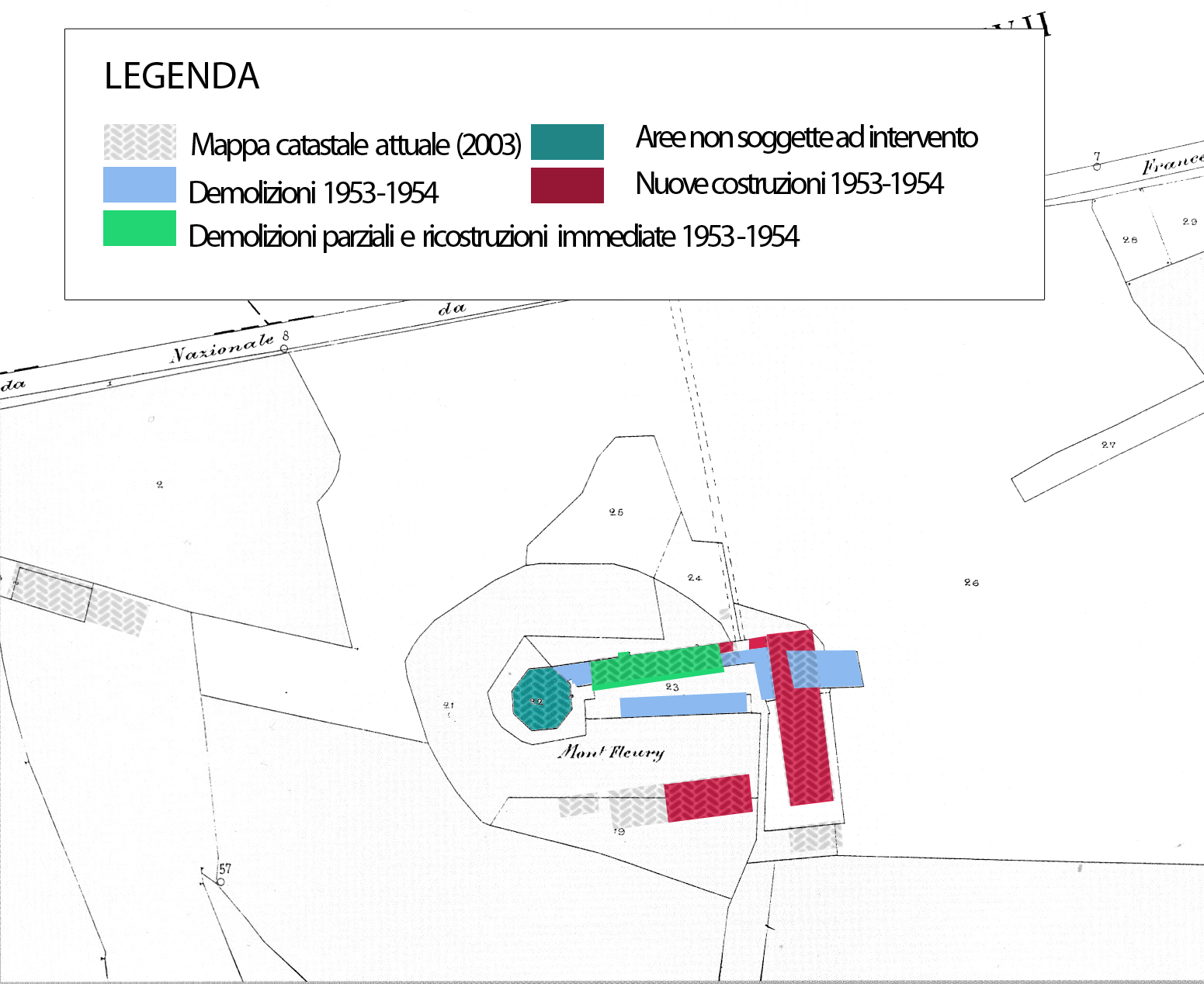
Karte der Restaurierungen, Abrisse und Neubauten durch den Hospitaliterorden des Grossen St. Bernhard 1053–1954

Die Kanoniker (des Ordens) führten im Lauf weniger Jahre eine Restaurierung des Gebäudes durch und ließen einige Wohngebäude abreißen, die daran angebaut waren, und schufen so funktionellere Strukturen in geringer Entfernung, die heute noch in Gebrauch sind.
1982 floss die École pratique d’agriculture in das Institut agricole régional ein. Diesem wurden verschiedene Strukturen angefügt, wie das Landhaus und das Bauernhaus von Montfleury und die an die Burg Montfleury angrenzenden landwirtschaftlichen Flächen. Neben der regionalen Landwirtschaftsschule ist die Burg Montfleury auch dafür bekannt, dass dort lange Zeit die regionale Weinbibliothek untergebracht war.
Am 7. September 1986 wurde auf der Esplanade von Montfleury vor dem Landhaus vom Papst Johannes Paul II. bei seinem Hirtenbesuch anlässlich des Festes des heiligen Grats eine Messe gefeiert.
2003 wurde die Burg Montfleury nach einer 2000 begonnenen, umfassenden Restaurierung wiedereröffnet und seit 2004 ist es Sitz des CORECOM des Aostatals.

## Beschreibung
die Burg Montfleury hat einen achteckigen Grundriss und einen massigen Baukörper, verfeinert durch Bögen; es hat neben dem Erdgeschoss zwei weitere Etagen, an die sich in der Mitte ein ebenfalls achteckiger Turm anschließt, der den Baukörper um ein weiteres, fiktives, drittes Obergeschoss erhöht, tatsächlich eine Art von „Laterne, die die doppelte Höhe des Salons in der Mitte schafft“. Das außergewöhnliche Aussehen des schönen Landhauses hat, wie wir schon gesehen haben, zwei Hauptthesen hervorgebracht.
Die erste These ist, dass die Wahl der Architektur von Barillier diktiert wurde, der ein kleines Landhaus anstrebte, aber es bleiben einige Ungereimtheiten. Wir kennen den Namen des Architekten nicht, den Claude Barillier für die Schaffung dieser Schönheit von Sommerresidenz engagiert hat. Auch seine Zugehörigkeit zu den Gebäuden, die man Lustschloss nennt, hat etwas Außergewöhnliches, da sie ziemlich selten oder doch zumindest sporadisch und oft in einer Kultur, in einer Zeit und einem Raum umschrieben ist, die man nicht im Aostatal findet, mit Ausnahme des Landhauses Bal d'Arensod in Sarre, das mit seiner achteckigen Form vermutlich wiederum dem Baustil von Montfleury verpflichtet ist; wie Orlandoni sagt, hat die Burg Montfleury kaum Parallelen in der Geschichte der Wohngebäudearchitektur und man könnte eher einige mit der „formalen Typologie finden, die im gesamten 18. Jahrhundert unter den Klöstern und der Gartenarchitektur verbreitet waren.“

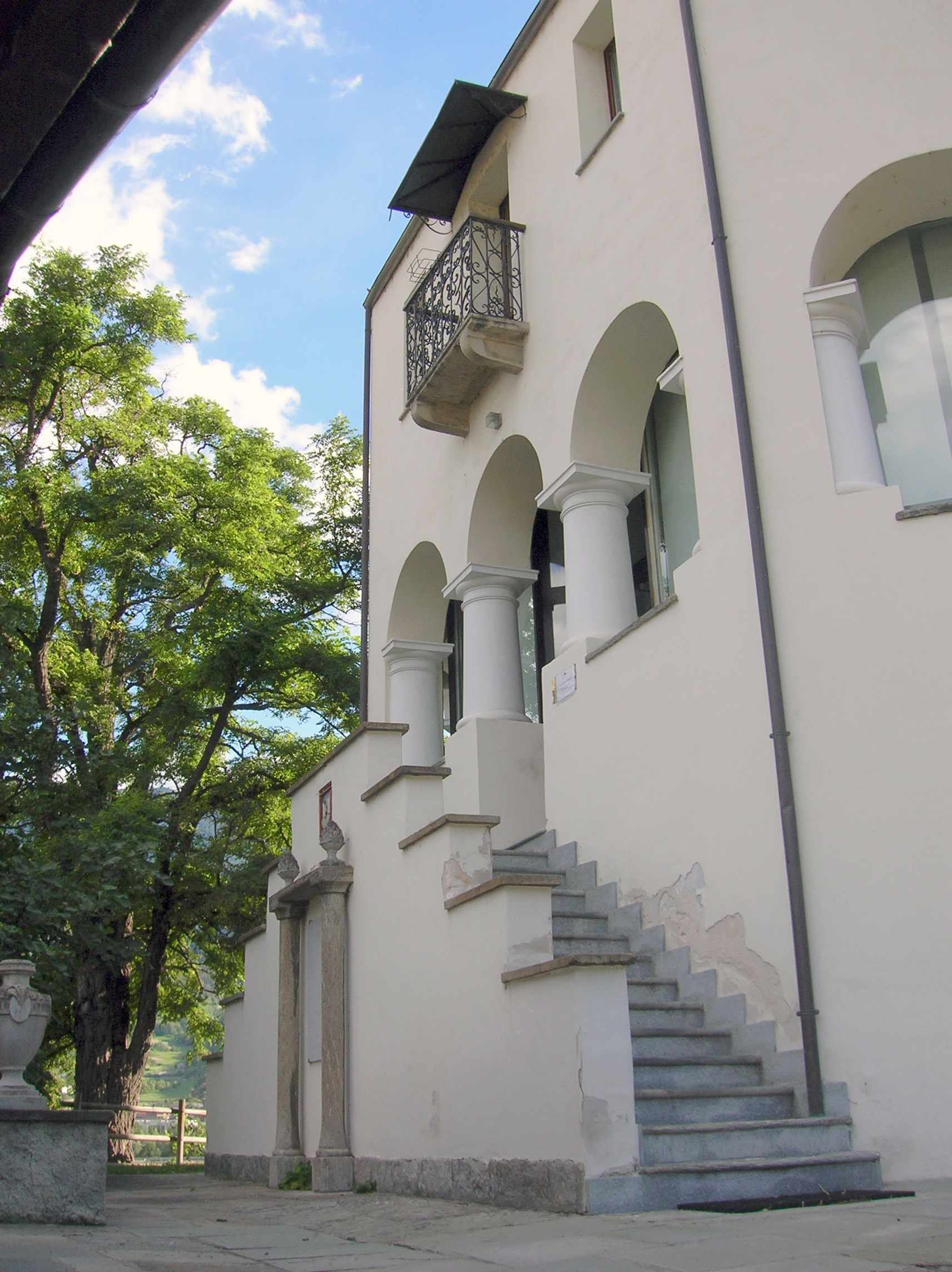
Die kleine Treppe, die der Kanoniker Loye in den 1950er-Jahren bauen ließ

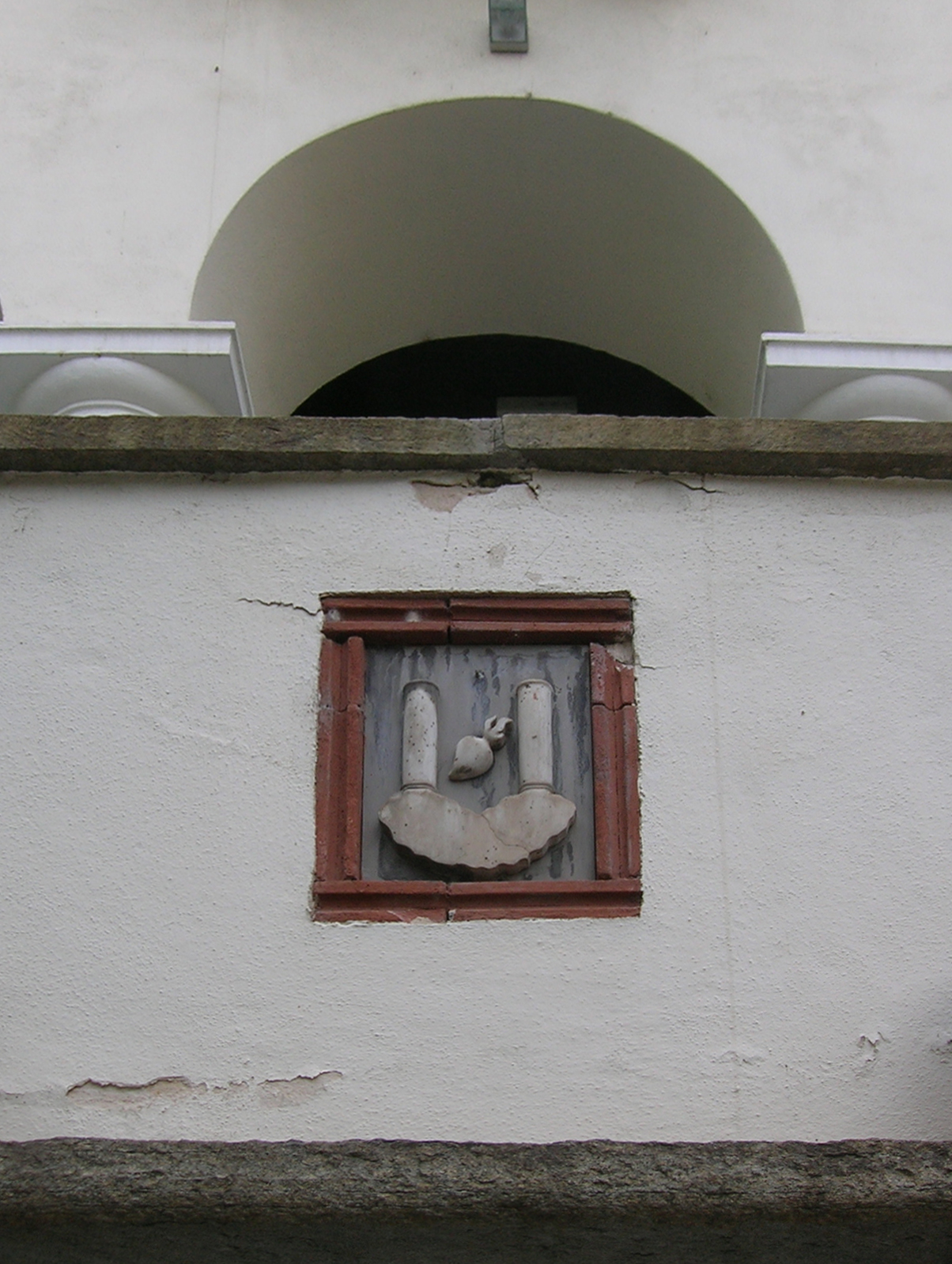
Detail eines Schildes des Ordens des Grossen St. Bernhard an der Eingangsfassade

Die zweite These sagt aus, dass das Gebäude von den Contraintes eines bestimmten Gebäudes abgeleitet sei, das noch an dieser Stelle vorhanden war und den Architekten veranlasst hätte, einige Anpassungsentscheidungen zu treffen, die erforderlich waren, um das bereits vorhandene Gebäude zu erhalten. Im letzten Jahrzehnt gibt es eine Tendenz, sich letzterer These anzuschließen und das betreffende Gebäude als Kultgebäude des Bauernhofes der Visitandinerinnen anzusehen. Aufschlussreich ist die Bemerkung des Kanonikers Dominique Noussan:

„In dem Turm in der Mitte befindet sich die Kapelle der Visitandinen: Die Decke ist gestrichen, die Räume darum herum ließ Barillier, der Eigentümer von Montfleury nach ihnen, bemalen und dies bereits um 1774 (...)“

Joseph-Auguste Duc dagegen meint:

„In der Scheune sind noch Spuren der Zellen zu sehen, die vermutlich für die „rotierenden Nonnen“ gedacht waren.“

Monseigneur Duc bestätigt, dass die 1913 durchgeführte, wichtige Umgestaltung von Barillier die letzte an diesem Gebäude war.
Entgegen der Hypothese des kompletten Neubaus durch Barillier als Lustschloss gibt es zeitgenössische Beispiele von Kultgebäuden mit achteckigem Grundriss im Aostatal: Zuerst vor allen Dingen die Kapelle der Priorei Saint-Jacquême, die zwischen 1599 und 1701 wiederhergestellt und „mit einer Spitze aus Steinplatten abgeschlossen“ wurde. Darüber hinaus würde dies die Existenz eines kleinen Glockenturms auf dem Dach erklären, was durch viele bildliche Darstellungen bezeugt und mit den weltlichen Zielen der Barilliers im Einklang war. Wie im Falle der Priorei Saint-Jacquême erscheint auf der Fassade seit den frühesten Gemälden bereits eine Sonnenuhr, vermutlich ein Element, das zur Zeit des Bauernhofes des Konvents als stilistische Fortsetzung noch vorhanden war. Ähnlich wie in der Kapelle der Priorei Saint-Jacquême sind auch die Ecken des Achtecks mit künstlichen Steinblöcken hervorgehoben: Während der Restaurierung hat die originale Wandfarbe angezeigt, dass auch die Burg Montfleury ursprünglich gravierte Ecksteine hatte und in den Ecken wurden Spuren einer leuchtend roten Putzschicht gefunden, die einen farblichen Kontrast zum Gelb der Fassaden schufen, auch wenn man annimmt, dass der ursprüngliche Putz der Visitandinen ruhigere Farben hatte.
Das Gebäude scheint somit zwei wichtige Bauphasen durchlaufen zu haben: Den großen Umbauten im 18. Jahrhundert im Auftrag von Barillier wäre eine bereits begonnene, achteckige Konstruktion vorausgegangen. Diese beiden verschiedenen Bauphasen wurden durch die Untersuchungen an den Mauern im Zuge der Restaurierungen in den 2000er-Jahren bestätigt: Die unteren Teile des Baus bilden bereits achteckige Abschnitte, aber wurden aus schlechtem Material hergestellt: Steine in verschiedenen Größen, Flusskiesel und frisch angeraute Steine. Im Gegensatz dazu sind das zweite Geschoss, das von den Barilliers aufgebaut wurde, und das Türmchen aus Ziegeln und mit größerer Sorgfalt gefertigt.
Auf der West- und Ostfassade gibt es zwei Balkone mit Geländer; insbesondere der auf der Westseite in Rokokostil zeigt die Initialen von Claude-Michel Barillier („CMB“), wie sie sich auf dem Maison Barillier finden, während der Balkon auf der Ostseite ein Aussehen hat, das aus dem späteren 18. Jahrhundert stammt. Aus der Epoche von Barillier soll auch ein vermuteter, fortlaufender Balkon im zweiten Geschoss, unter dem kleinen Glockenturm, stammen, der die beiden vorhergehenden Balkone ersetzte: Es gab noch Reste von Steinauflagen, die man heute nicht mehr sieht, und französische Fenster (heute vermauert), die auf den Balkon hinausgingen.
Außen stammt die doppelte Zugangstreppe zum Gebäude nach der stilistischen Analyse der Zierelemente, die von Devoti durchgeführt wurde, aus dem 20. Jahrhundert und somit aus der Epoche der Perrods, genauer aus der Zeit zwischen 1953 und 1957, vor der Restaurierung, auf Wunsch des Kanonikers Loye. Wie man auf einigen Gemälden sieht, gab es vorher eine gerade Treppe.

### Innenräume
Auch wenn man die Namen der Künstler, die die Burg Montfleury oder das Maison Barillier dekorierten, nicht kennt, weiß man, dass in diesen Jahren der „Maître Enterpreneur en Sculpture“ Alberto Bertolli in Aosta arbeitete, der schon die Reliefe in klassizistischem Stil für den Bischofspalast von Aosta schuf; vor allem wurde Bertolli von Barillier gerufen, um 1793–1794 eine architektonisch-strukturelle Bewertung auf der Burg Montfleury für die Bestandsaufnahme des Familienvermögens durchzuführen, so könnte er selbst mit den dekorativen Elementen zu tun gehabt haben, aber es gibt keine Beweise, um eine solche These zu unterstützen.
Die Kapelle der Visitandinen in der Mitte ist die, die zum mittleren Salon des Schlösschens wurde, aber das Türmchen wurde später aufgesetzt. Um diesen Ort zu erreichen, ging man über eine große Steintreppe in Inneren, die vermutlich dort lag, wo auch die heutige Treppe liegt.
Auf der ersten Ebene befand sich sowohl zur Zeit der Kapelle als auch in der Epoche der Barilliers eine Art von Kreuzgang mit Vorhalle dessen äußere Bögen von toskanisch inspirierten Säulen getragen wurden, während der innere Ring ebenfalls mit Säulen versehen und zum inneren Achteck hin offen war. Der weite, mit Säulen versehene und nicht beheizbare Kreuzgang lässt an eine vorwiegend sommerliche Nutzung der Kapelle denken. Heute sind sowohl der innere als auch der äußere Ring vermauert.